# Барбатана
Жуан Ласерда Фильо, более известный как Барбатана (порт. João Lacerda Filho; Barbatana) — бразильский футболист и тренер.

## Биография

### Игрок
В начале игровой карьеры выступал за команду «Металузина» из Баран-ди-Кокайс в первенстве штата Минас-Жерайс; в 1950 году ненадолго перешёл в «Атлетико Минейро» и принял участие в европейском турне клуба. Затем выступал за клуб «Бангу» из Рио-де-Жанейро (сыграл 28 матчей, голов не забивал). В 1953 году вернулся в Минас-Жерайс, где выступал за команды «Вила-Нова», «Америка Минейро» и «Атлетико Минейро»; в составе «Атлетико» выиграл чемпионат штата 1958 года и вскоре завершил игровую карьеру. В составе «Атлетико Минейро» сыграл 37 матчей, забил 5 голов.

### Тренер
Под руководством Барбатаны в чемпионатах Бразилии выступали следующие команды: «Насьонал» Манаус (1973), «Америка Минейро» (1974), «Гояс» (1975, 1986), «Атлетико Минейро» (1976—1978), «Крузейро» (1979 — два матча), «Спорт Ресифи» (1981).
«Атлетико Минейро» под руководством Барбатаны выиграл Лигу Минейро 1976 года, пройдя турнир без поражений, а в чемпионате Бразилии становился третьим (1976) и вторым (1977). При этом в чемпионате-1977 «бело-чёрные» не проиграли ни одного матча и лишь по пенальти уступили в финале «Сан-Паулу». Молодой нападающий Рейналдо — которого несколькими годами ранее привёл в юношескую команду клуба именно Барбатана — стал лучшим бомбардиром этого первенства; впоследствии Рейналдо станет лучшим бомбардиром в истории «Атлетико Минейро». В чемпионате Бразилии 1978 года «Атлетико» выступил неудачно (34-е место в итоговой классификации); в августе 1978 года команда выиграла короткий турнир Copa dos Campeões da Copa Brasil, а вскоре Барбатана на время ушёл из клуба. Также он руководил «бело-чёрными» в победном чемпионате штата 1982 года (в нескольких последних матчах турнира его заменил Антонио Ласерда Фильо).
Также, по некоторым данным, Барбатана работал с саудовским клубом «Аль-Хиляль» и сборной Индонезии.
Итого как тренер руководил «Атлетико Минейро» в 227 матчах (143 победы, 56 ничьих, 28 поражений), четвёртый по количеству проведённых матчей среди тренеров в истории клуба (уступает Теле Сантане, Прокопио Кардозо и Левиру Кулпи).